# 里玛·巴塔洛娃
里玛·阿克别尔季诺芙娜·巴塔洛娃（羅馬化：Rima Akberdinovna Batalova；1964年1月1日—）是一位俄罗斯政治家。她曾是残奥会运动员，主要参加T12类中距离比赛。
她于2016年当选为国家杜马议员。2021年，亚历山大·西佳金的议员任期让给了巴塔洛娃。

## 制裁
巴塔洛娃于2022年因俄乌战争而受到英国政府和美国财政部制裁。